# Antranilat 1,2-dioksigenaza (deaminacija, dekarboksilacija)
Antranilat 1,2-dioksigenaza (deaminacija, dekarboksilacija) (EC 1.14.12.1, antranilatna hidroksilaza, antranilna hidroksilaza, antranilno kiselinska hidroksilaza) je enzim sa sistematskim imenom antranilat,NAD(P)H:kiseonik oksidoreduktaza (1,2-hidroksilacija, deaminacija, dekarboksilacija). Ovaj enzim katalizuje sledeću hemijsku reakciju
antranilat + NAD(P)H + 2 H+ + O2 {\displaystyle \rightleftharpoons } katehol + CO2 + + + 3
Ovaj enzim sadrži Fe2+.

## Literatura
- Nicholas C. Price; Lewis Stevens (1999). Fundamentals of Enzymology: The Cell and Molecular Biology of Catalytic Proteins (Third изд.). USA: Oxford University Press. ISBN 019850229X.
- Eric J. Toone (2006). Advances in Enzymology and Related Areas of Molecular Biology, Protein Evolution (Volume 75 изд.). Wiley-Interscience. ISBN 0471205036.
- Branden C; Tooze J. Introduction to Protein Structure. New York, NY: Garland Publishing. ISBN 0-8153-2305-0.
- Irwin H. Segel. Enzyme Kinetics: Behavior and Analysis of Rapid Equilibrium and Steady-State Enzyme Systems (Book 44 изд.). Wiley Classics Library. ISBN 0471303097.

## Spoljašnje veze
- Anthranilate+1,2-dioxygenase+(deaminating,+decarboxylating) на 